# Торговая организация (ГДР)

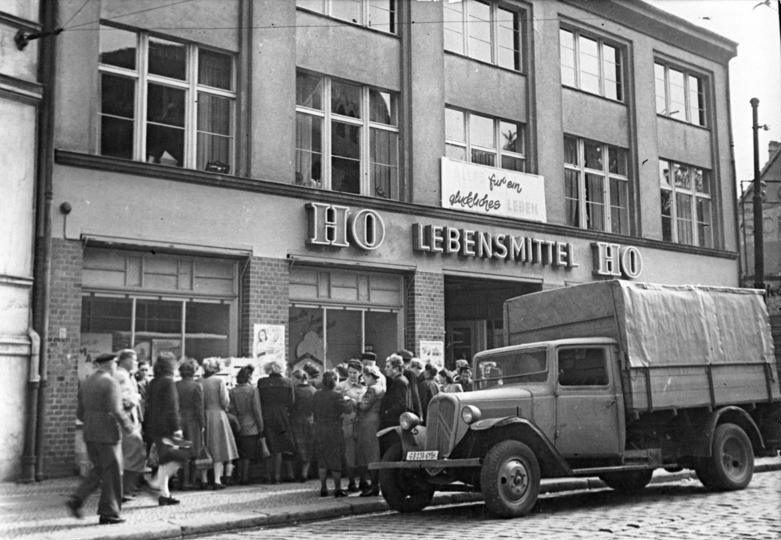
Продуктовый магазин HO в Кёпенике. 1950

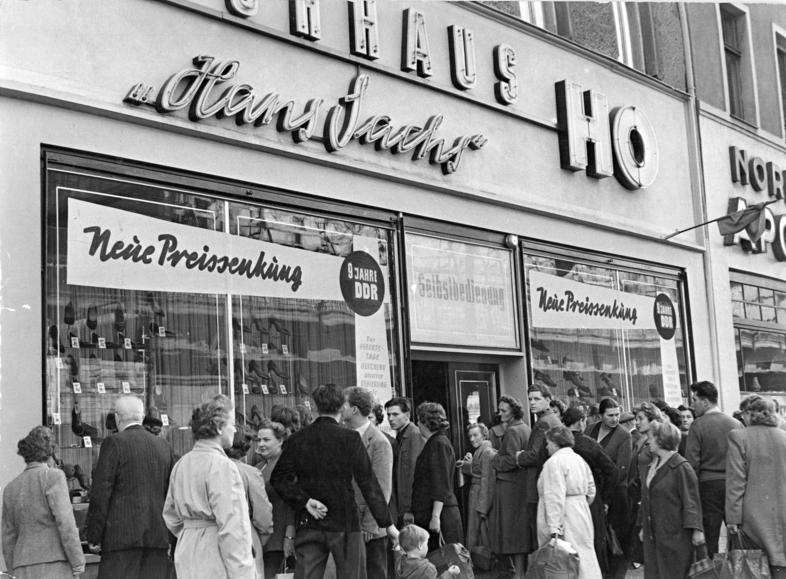
Обувной магазин HO на Шёнхаузер-аллее в Берлине. 1958

Торговая организация (нем. Handelsorganisation, сокр. HO) — система государственных предприятий розничной торговли в ГДР. Помимо государственной торговли в ГДР существовала система кооперативной торговли Konsum.
Торговые организации были учреждены в 1948 году и поначалу предлагали в своём ассортименте дефицитные товары народного потребления и продукты питания без карточек, но по повышенным ценам, с наценкой. Уже в 1950 году объём продаж 2300 магазинов в системе торговых организаций составлял 26 % оборота розничной торговли ГДР. К 1960 году количество магазинов увеличилось до 35 тысяч, а их доля в обороте составляла более 37 %.
Торговые организации специализировались на промышленных товарах, продуктах питания, общественном питании, в системе работали также универсальные магазины и гостиницы. Крупные универсальные магазины Centrum Warenhaus работали во многих окружных центрах ГДР. В 1961 году в Лейпциге открылось предприятие HO по продаже шахматных товаров, среди клиентов которого числился и чемпион мира Бобби Фишер.
Особое место в системе HO занимали так называемые «специализированные торговые организации», осуществлявшие продажи высококачественных товаров, в том числе импортных или произведённых по западным лицензиям. Эти магазины обслуживали только определённые круги покупателей по специальным пропускам. Персонал этих торговых предприятий имел право приобретать так называемый «дрезденский товар» — ряд высококачественных товаров, преимущественно продуктов питания по обычным ценам, без наценок. Снабжение предприятий военторга ГСВГ также осуществлялись по линии специализированных торговых организаций.